# 学校法人利晶学園
学校法人利晶学園（がっこうほうじんりしょうがくえん）とは、大阪府・和歌山県において学校を設置している学校法人である。

## 概要
大阪初芝商業学校（のち初芝高等学校などの名称を経て、現在の利晶学園大阪立命館中学校・高等学校）を経営する財団法人（のち学校法人）大阪初芝学園として、1937年に設立された。
1991年に就任した理事長の椋本彦之がグルメ杵屋の創業者であることから、1990年代・2000年代には同社との関連が強かった。
2008年に学校法人立命館と提携協定書を締結した。2017年度以降、学校法人立命館理事長の森島朋三が学園理事長を兼務している。
従来は学校法人大阪初芝学園の名称だったが、2025年度より学校法人名を「学校法人利晶学園」に変更した。これに伴い、従来の初芝立命館中学校・高等学校は　利晶学園大阪立命館中学校・高等学校へと名称変更した。同じく、幼稚園、小学校も名称変更した。ただしスイミングスクール、初芝富田林中学校・高等学校(2026年度から変更)、初芝橋本中学校・高等学校については変更がない。

## 設置校
- 利晶学園大阪立命館中学校・高等学校（大阪府堺市東区）
- 初芝富田林中学校・高等学校（大阪府富田林市）
- 初芝橋本中学校・高等学校（和歌山県橋本市）
- 利晶学園小学校（大阪府堺市東区）
- 利晶学園幼稚園（大阪府堺市東区）

また、学校ではないが、スイミングスクールも開設している。

## 不祥事

### 椋本理事長体制
- 1997年以降、椋本彦之理事長らが堺市内に所有する空地について、学校の『運動場』と偽って申告し、固定資産税並びに都市計画税を逃れていたことが発覚した。堺市は、椋本理事長らに対し、時効にかからない2005年までの5年分の約450万円を追徴課税を課している[2]。また、2007年には南海電気鉄道難波駅南方の工場跡地を新大学「グルメ大学」の用地として購入したが、その際私立学校法に規定されている理事会の議決を経ていなかったことが大阪府の調査で発覚。学園は売買を白紙に戻すものの、府は学園に対して「運営正常化」を求める指導に乗り出す模様[3]。
- 2007年11月21日付の報道によると、取引業者から徴収したバックマージンを簿外（裏帳簿）管理し、理事長名義で自由民主党の下村博文、柳本卓治、竹本直一、谷川秀善への政治献金に使っていたことが判明、学園側もこれらの支出が裏帳簿に記載されていることを認めた[4]。
- 2007年12月14日付の報道によると、大阪府私学課の担当者ら7人が、初芝学園の幹部らと飲食を繰り返していたとして、文書訓告などの処分を受けた。また、山登敏男・大阪府副知事も、飲食接待を受けていた上、同学園側がその費用を負担していたことが判明し、山登副知事は、自らの給与の10分の3を返納することになった[5]。
- これら一連の疑惑や不祥事を受ける形で、椋本理事長が、2007年12月18日に辞任を表明し、了承された。2007年12月21日付の報道では、同学園が大阪国税局から税務調査を受け、2007年3月期までの7年間で、法人税など計約5,700万円の申告漏れを指摘されたことが判明している[6]。
- 2008年2月、グルメ杵屋から学園への出向制度について大阪労働局から「出向を名目とした違法な人材派遣」にあたるとして、職業安定法違反の疑いで是正指導を受ける。